# Ponç I de Cervera
Ponç I de Cervera, conegut també com a Ponç Hug de Cervera o Ponç I de Bas, (-1130) fou castlà del castell de Cervera, senyor dels castells de Ferran, Malacara, Sant Esteve i l'Espluga de Francolí. Posteriorment fou vescomte de Bas per casament.

## Família
Fill de Hug Dalmau de Cervera i d'una dama anomenada Adelinda (o Adelaida). Es va casar amb Beatriu de Bas, hereva del Vescomtat de Bas, amb la qual tingueren diferents fills:
- Pere I de Cervera (-1137), vescomte de Bas
- Ponç II de Cervera (-1155), vescomte de Bas
- Ramon de Cervera (-1178/82), senyor de l'Espluga Jussana